# Il sole ad est
Il sole ad est è il secondo album in studio del cantautore italiano Alberto Urso, pubblicato il 31 ottobre 2019.

## Descrizione
Nell'album Alberto Urso interpreta canzoni scritte da vari autori italiani, tra cui Kekko Silvestre (leader dei Modà), Briga ed Ermal Meta.
L'album è stato ristampato il 7 febbraio 2020 con il titolo Il sole ad est (Sanremo Edition), in una nuova edizione contenente tre tracce aggiuntive, compreso il singolo Il sole ad est con cui il cantante ha partecipato al Festival di Sanremo 2020.

## Tracce
1. E poi ti penti – 3:27 (testo: Francesco Silvestre – musica: Diego Calvetti)
2. L'Oro del mondo – 3:32 (Mattia Bellegrandi)
3. Da qui all'eternità – 3:11 (Federica Camba)
4. Non sono più lo stesso – 3:31 (Francesco Silvestre)
5. Resta per sempre – 4:02 (Daniela Chiara ed Ermal Meta)
6. Solo con te – 3:16 (testo: Giordana Angi – musica: Alberto Urso)
7. Il mondo tranne me – 3:48 (Ermal Meta)
8. Se fossi aria – 3:05 (Piero Romitelli e Gerardo Pulli)

Tracce bonus della Sanremo Edition
1. Il sole ad est – 3:25 (Piero Romitelli, Gerardo Pulli)
2. Invincibile – 3:29
3. Oltre mare (con Giordana Angi) – 3:38

## Classifiche
| Classifica (2019) | Posizione massima |
| ----------------- | ----------------- |
| Italia            | 2                 |